# Kantó
Region Kantó (関東地方, Kantó-čihó) je geografická oblast, rozprostírající se na východě centrální části japonského ostrova Honšú. Tvoří jej sedm prefektur: Čiba, Gunma, Ibaraki, Kanagawa, Točigi, Tokio a Saitama.

## Vymezení a název
Region Kantó je z velké části tvořen nížinou Kantó, která zaujímá asi 40% plochy. Zbytek území, především ve vnitrozemí, je kopcovitý a hornatý. Na severu sousedí s regionem Tóhoku, na západě s regionem Čúbu. Jeho východní pobřeží omývají vody Tichého oceánu.
Region Kantó je přirozeným protipólem regionu Kansai, kterému dominuje velkoměsto Ósaka.
Název Kantó (関東) naznačuje, že oblast leží východně od historického hraničního bodu, kterým bylo město Hakone.

## Historie

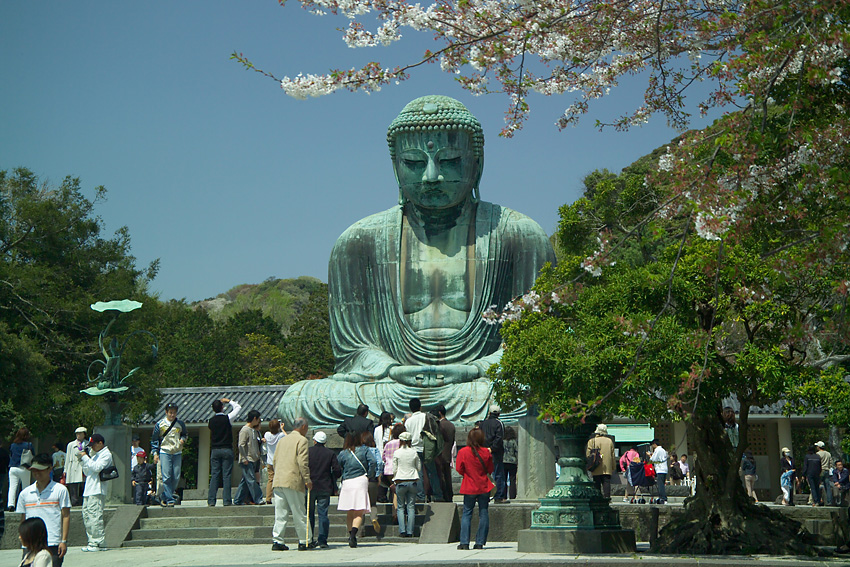
Socha Velkého Buddhy Amidy v Kamakuře

Region Kantó byl mocenským centrem země již v období Kamakura(鎌倉時代) (10.–12. stol.), znovu se jím stal až v období Edo.
Významnnou historickou událostí bylo velké zemětřesení v Kantó, které přišlo 1. září 1923 a mělo intenzitu 7,9 stupně Richterovy stupnice. Zničilo město Jokohama a jižní části Tokia a vyžádalo si přes 140 tisíc obětí, dalších 1,9 milionu obyvatel přišlo o střechu nad hlavou. Zemětřesení zemi zasáhlo v době ekonomické recese po první světové válce.

## Současnost
Region Kantó je z urbanistického hlediska nejvyvinutější a průmyslově nejvyspělejší japonskou oblastí. Žije zde asi 30 milionů obyvatel, tedy necelá čtvrtina japonské populace. Průměrná hustota zalidnění je 1192 osob na km². Sídlí zde císař, vláda a parlament, několik univerzit a mnoho kulturních organizací.
I když je většina území zastavěná, na zbytku půdy probíhá intenzivní zemědělství. Pěstuje se zde především rýže, a také zelenina pro trhy v hlavním městě.

## Turismus

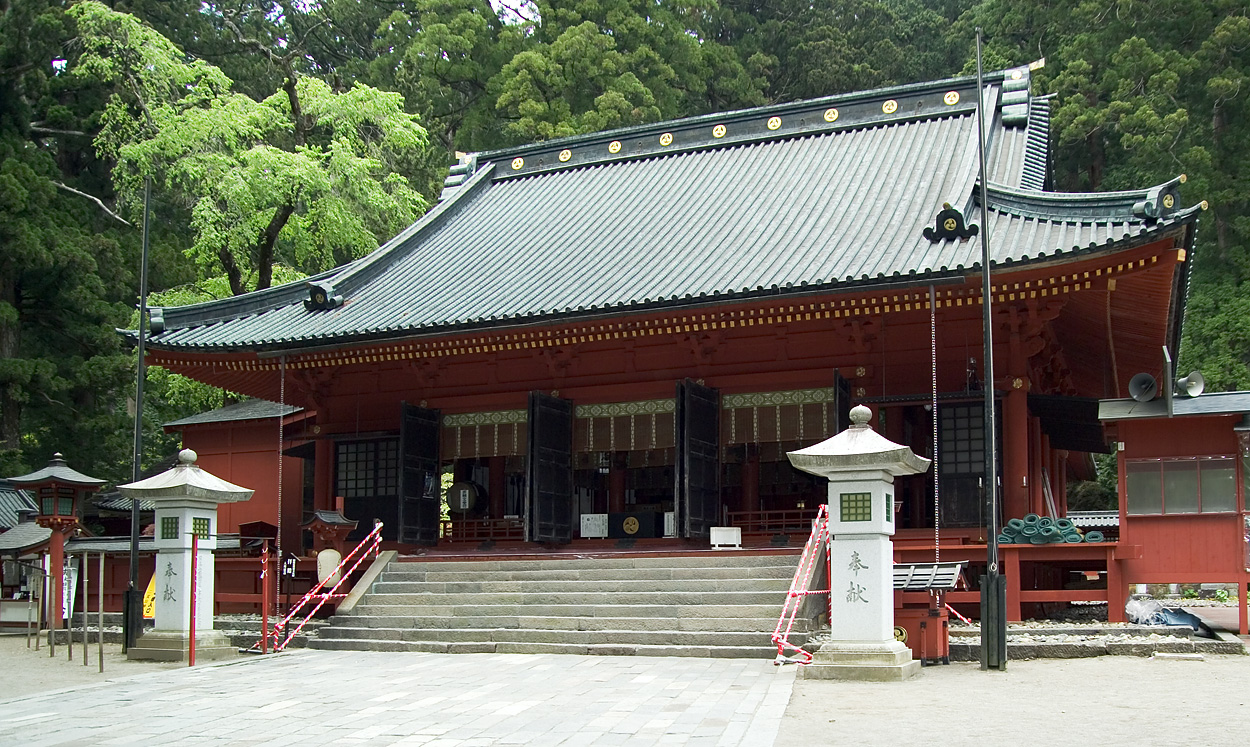
Jedna z budov svatyně Futarasan ve městě Nikkó

Výchozím bodem je bez pochyby hlavní město Tokio s císařským palácem a mnoha dalšími zajímavostmi. Dále stojí za návštěvu starobylé císařské město Kamakura s velkou sochou Buddhy Amidy. Na severovýchod od Tokia se nachází město Nikkó se šintoistickou svatyní Futarasan a mauzoleem šóguna Iejasu Tokugawy Nikkó Tóšógú. Jsou zde také (a nejen zde) lázně s termálními prameny.

## Zajímavosti
Podle tohoto regionu byl pojmenován fiktivní region Kanto ve videohrách společnosti Nintendo s tématem pokémon např. Pokémon Red & Blue.